# Strobilanthes galeopsis
Strobilanthes galeopsis är en akantusväxtart som beskrevs av Otto Stapf. Strobilanthes galeopsis ingår i släktet Strobilanthes och familjen akantusväxter. Inga underarter finns listade i Catalogue of Life.